# Adelheid (film)
Pour les articles homonymes, voir Adelheid.
Adelheid est un film dramatique tchécoslovaque de 1969 réalisé par František Vláčil, d'après un roman éponyme de 1967 de l'écrivain tchèque Vladimír Körner (cs).
L'histoire raconte la relation complexe entre le Tchèque Viktor et l'Allemande Adelheid, et les relations entre Tchèques et Allemands dans la Tchécoslovaquie d'après-guerre.

## Synopsis
Le lieutenant tchécoslovaque démobilisé Viktor Chotovický (Petr Čepek) retourne dans son pays natal après avoir passé une grande partie de la guerre à Aberdeen, en Écosse où il était employé de bureau à la RAF. Il est nommé administrateur d'un manoir vide autrefois occupé par la famille allemande d'un criminel de guerre nazi notoire emprisonné par les autorités tchécoslovaques. Viktor rencontre la belle fille du nazi, Adelheid Heidenmann (Emma Černá), contrainte de travailler comme femme de ménage dans son propre manoir. Son frère est un officier SS qui aurait disparu sur le front de l'Est. Viktor fait d'Adelheid sa femme de chambre captive et tombe bientôt amoureux d'elle. Son cœur est déchiré entre le désir, son identité nationale et ses sympathies. Adelheid se prend également peu à peu de sympathie pour Viktor, tout en espérant secrètement le retour de son frère Hansgeorg. Viktor échappe alors de justesse à la mort. Viktor refuse de témoigner contre Adelheid parce qu'il est seul et n'a personne d'autre. Cependant, Adelheid se suicide dans sa cellule, Viktor s'éloigne dans la campagne enneigée et est vu pour la dernière fois errant vers un champ de mines.

## Tournage
Comme dans d'autres romans de Körner, l'histoire se déroule dans les Sudètes, dans le Nord de la Moravie. Le film est tourné au château de Lužec, près de Vroutek (en allemand : Rudig), en Bohême occidentale, et dans les villages proches de Liberec, en Bohême du Nord.
La bande originale, adaptée par Zdeněk Liška, s'inspire de musiques existantes de Bach et Strauss, complétant ainsi l'atmosphère du film. Le film est produit par le Studio Barrandov de Tchécoslovaquie en 1969.

## Distribution
- Petr Čepek : Viktor Chotovický
- Emma Černá : Adelheid Heidenmannová
- Jan Vostrčil : l'officier Hejna
- Jana Krupičková : une fille tchèque
- Pavel Landovský : le milicien Jindra
- Lubomír Tlalka : le milicien Karel
- Miloš Willig : le capitaine d'état-major
- Karel Hábl : un Lieutenant
- Zdeněk Mátl : Hansgeorg Heidenmann
- Alžběta Frejková (cs) : une vielle femme allemande
- Josef Němeček : un Slovaque
- Karel Bělohradský : un milicien
- Vlasta Petříková : une femme

## Récompenses et distinctions
Le film reçoit des critiques très positives après sa sortie. De nombreux critiques l'ont qualifié de deuxième meilleur film de Vláčil (après Marketa Lazarová), mais il n'est pas bien accueilli par les autorités et sa diffusion est limitée, ce qui en entraîne une faible rentabilité.
Il remporte malgré la diffusion restreinte Le sceau de Cheb du 20e Festival du film ouvrier en 1969, le Prix du Soleil d'Or du Festival du film Trutnov pour la jeunesse (1970) et remporte exæquo la Finále Plzeň (cs) 1990.